# Grammy Awards 2012
La 54ª edizione dei Grammy Awards si è svolta il 12 febbraio 2012 allo Staples Center di Los Angeles.
Lo show è stato trasmesso sul canale statunitense CBS, ed è stato presentato da LL Cool J.
L'artista più premiata di questa edizione è stata Adele che si è aggiudicata sei statuette; seguono i Foo Fighters, vincitori di cinque categorie, e Kanye West, con quattro premi conquistati. Il miglior artista emergente di quest'anno è risultato essere il gruppo country The Band Perry. Il giorno prima della cerimonia era venuta a mancare Whitney Houston, e quindi lo show è divenuto un omaggio alla cantante.

## Esibizioni
- Adele
- Nicki Minaj
- Kim Burrell, Le'Andria Johnson, Kelly Price e Trin-I-Tee 5:7
- Joyce DiDonato
- Steve Earle
- Rebirth Brass Band
- The Civil Wars

## Vincitori e candidati

### Categorie principali

#### Registrazione dell'anno
- Rolling in the Deep - Adele; Paul Epworth (produttore); Tom Elmhirst & Mark Rankin (ingegneri/mixers)
- Holocene - Bon Iver; Justin Vernon (produttore); Brian Joseph & Justin Vernon (ingegneri/mixers)
- Grenade - Bruno Mars; The Smeezingtons (produttori); Ari Levine & Manny Marroquin (ingegneri/mixers)
- The Cave - Mumford & Sons; Markus Dravs (produttore); Francois Chevallier & Ruadhri Cushnan (ingegneri/mixers)
- Firework - Katy Perry; Mikkel S. Eriksen, Tor Erik Hermansen e Sandy Vee (produttori); Mikkel S. Eriksen, Phil Tan, Sandy Vee e Miles Walker (ingegneri/mixers)

#### Canzone dell'anno
- Rolling in the Deep, scritta da Adele Adkins e Paul Epworth e cantata da Adele
- All of the Lights, scritta da Jeff Bhasker, Malik Jones, Warren Trotter e Kanye West e cantata da Kanye West, Rihanna, Kid Cudi e Fergie
- The Cave, scritta da Ted Dwane, Ben Lovett, Marcus Mumford e Country Winston e cantata da Mumford & Sons
- Grenade, scritta da Brody Brown, Claude Kelly, Philip Lawrence, Ari Levine, Bruno Mars e Andrew Wyatt e cantata da Bruno Mars
- Holocene, scritta da Justin Vernon e cantata dai Bon Iver

#### Miglior artista esordiente
- Bon Iver
- The Band Perry
- J. Cole
- Nicki Minaj
- Skrillex

#### Album dell'anno
- 21 - Adele
- Wasting Light - Foo Fighters
- Born This Way - Lady Gaga
- Doo-Wops & Hooligans - Bruno Mars
- Loud - Rihanna

### Alternativa

#### Miglior album di musica alternativa
- Bon Iver, Bon Iver - Bon Iver
- Codes and Keys - Death Cab for Cutie
- Torches - Foster the People
- Circuital - My Morning Jacket
- The King of Limbs - Radiohead

### Pop

#### Miglior performance solista pop
- Adele – Someone like You
- Lady Gaga – Yoü and I
- Bruno Mars – Grenade
- Katy Perry – Firework
- P!nk – F**kin' Perfect

#### Miglior performance di un duo o un gruppo
- Tony Bennett ed Amy Winehouse – Body and Soul
- The Black Keys – Dearest
- Coldplay – Paradise
- Foster the People – Pumped Up Kicks
- Maroon 5 featuring Christina Aguilera –  Moves like Jagger

#### Miglior album pop vocale
- 21 - Adele
- Doo-Wops & Hooligans - Bruno Mars
- The Lady Killer - Cee Lo Green
- Born This Way - Lady Gaga
- Loud - Rihanna

### Rap

#### Miglior album rap
- My Beautiful Dark Twisted Fantasy - Kanye West
- Lasers - Lupe Fiasco
- Watch the Throne - Jay-Z e Kanye West
- Pink Friday - Nicki Minaj
- Tha Carter IV - Lil Wayne

#### Miglior canzone rap
- All of the Lights, scritta da Jeff Bhasker, Fergie, Malik Jones, Really Doe e Kanye West, cantata da Kanye West, Rihanna, Kid Cudi e Fergie
- Black and Yellow, scritta da Mikkel S. Eriksen, Tor Erik Hermansen e Wiz Khalifa, cantata da Wiz Khalifa
- I Need a Doctor, scritta da Dr. Dre, Alex da Kid, Skylar Grey e Eminem, cantata da Dr. Dre, Eminem e Skylar Grey
- Look at Me Now, scritta da Chris Brown, Diplo, Jean Baptiste, Ryan Buendia, Lil Wayne, Busta Rhymes ed Afrojack, cantata da Chris Brown, Busta Rhymes e Lil Wayne
- Otis, scritta da Jay-Z e Kanye West, cantata da Jay-Z e Kanye West
- The Show Goes On, scritta da Dustin William Brower, Jonathon Keith Brown, Daniel Johnson, Kane e Lupe Fiasco, cantata da Lupe Fiasco

#### Migliore collaborazione con un artista rap
- Kanye West, Rihanna, Kid Cudi e Fergie – All of the Lights
- Beyoncé ed André 3000 – Party
- DJ Khaled, Drake, Rick Ross e Lil Wayne – I'm On One
- Dr. Dre, Eminem e Skylar Grey – I Need a Doctor
- Rihanna e Drake – What's My Name?
- Kelly Rowland e Lil Wayne – Motivation

#### Miglior interpretazione rap
- Jay-Z e Kanye West - Otis
- Chris Brown ft. Lil Wayne e Busta Rhymes – Look at Me Now
- Lupe Fiasco – The Show Goes On
- Nicki Minaj ft. Drake – Moment 4 Life
- Wiz Khalifa – Black and Yellow

### Dance/elettronica

#### Miglior album dance/elettronico
- Scary Monsters and Nice Sprites - Skrillex
- Zonoscope - Cut Copy
- 4x4=12 - Deadmau5
- Nothing but the Beat - David Guetta
- Body Talk Pt. 3 - Robyn

#### Miglior registrazione dance
- Scary Monsters and Nice Sprites - Skrillex[3]
- Raise Your Weapon - Deadmau5 e Greta Svabo Bech
- Barbra Streisand - Duck Sauce
- Sunshine - David Guetta e Avicii
- Call Your Girlfriend - Robyn
- Save the World - Swedish House Mafia

### New Age

#### Miglior album new age
- What's It All About - Pat Metheny
- Northern Seas - Al Conti
- Gaia - Michael Brant DeMaria
- Wind, Rock, Sea & Flame - Peter Kater
- Instrumental Oasis, Vol. 6 - Zamora

### Reggae

#### Miglior album reggae
- Revelation Pt. 1 – The Root of Life - Stephen Marley
- Harlem-Kingston Express Live! - Monty Alexander
- Reggae Knights - Israel Vibration
- Wild and Free - Ziggy Marley
- Summer in Kingston - Shaggy

### R&B

#### Miglior canzone R&B
- Fool for You, scritta da Cee Lo Green, Melanie Fiona e Jack Splash, eseguita da Cee Lo Green ft. Melanie Fiona
- Far Away, scritta da Marsha Ambrosius, Sterling Simms e Justin Smith, eseguita da Marsha Ambrosius
- Not My Daddy, scritta da Kelly Price, eseguita da Kelly Price ft. Stokley
- Pieces of Me, scritta da Charles Harmon, Claude Kelly e Ledisi, eseguita da Ledisi
- You Are, scritta da Dennis Bettis, Carl M. Days Jr., Wirlie Morris, Charlie Wilson e Mahin Wilson, eseguita da Charlie Wilson

#### Miglior album R&B
- F.A.M.E. - Chris Brown
- Second Chance - El DeBarge
- Pieces of Me - Ledisi
- Kelly - Kelly Price
- Love Letter - R. Kelly

#### Miglior interpretazione R&B
- Corinne Bailey Rae – Is This Love
- Marsha Ambrosius – Far Away
- Ledisi – Pieces of Me
- Kelly Price & Stokley – Not My Daddy
- Charlie Wilson – You Are

### Rock

#### Miglior album rock
- Wasting Light - Foo Fighters
- Rock 'n' Roll Party (Honoring Les Paul) - Jeff Beck
- Come Around Sundown - Kings of Leon
- I'm with You - Red Hot Chili Peppers
- The Whole Love - Wilco

#### Miglior canzone rock
- Walk, scritta da Foo Fighters, cantata da Foo Fighters
- Every Teardrop Is a Waterfall, scritta da Guy Berryman, Jonny Buckland, Will Champion e Chris Martin, cantata da Coldplay
- The Cave, scritta da Ted Dwane, Ben Lovett, Marcus Mumford e Country Winston, cantata da Mumford & Sons
- Down by the Water, scritta da Colin Meloy, cantata da The Decemberists
- Lotus Flower, scritta da Colin Greenwood, Jonny Greenwood, Ed O'Brien, Philip Selway e Thom Yorke, cantata da Radiohead

#### Miglior interpretazione rock
- Foo Fighters – Walk
- Coldplay – Every Teardrop Is a Waterfall
- The Decemberists – Down by the Water
- Mumford & Sons – The Cave
- Radiohead – Lotus Flower

#### Migliore interpretazione hard rock/metal
- Foo Fighters - White Limo
- Dream Theater - On the Backs of Angels
- Mastodon - Curl of the Burl
- Megadeth - Public Enemy No. 1
- Sum 41 - Blood in My Eyes

### Country

#### Miglior performance country solista
- Taylor Swift - Mean
- Jason Aldean - Dirt Road Anthem
- Martina McBride - I'm Gonna Love You Through It
- Blake Shelton - Honey Bee
- Carrie Underwood - Mama's Song

#### Miglior performance country di un duo o un gruppo
- The Civil Wars - Barton Hollow
- Jason Aldean feat. Kelly Clarkson - Don't You Wanna Stay
- Kenny Chesney feat. Grace Potter - You and Tequila
- Thompson Square - Are You Gonna Kiss Me or Not

#### Miglior album country
- Lady Antebellum - Own the Night
- Jason Aldean - My Kinda Party
- Eric Church - Chief
- Blake Shelton - Red River Blue
- George Strait - Here For a Good Time
- Taylor Swift - Speak Now

#### Miglior canzone country
- Taylor Swift - Mean
- Thompson Square - Are You Gonna Kiss Me Or Not
- Blake Shelton - God Gave Me You
- Trace Adkins - Just Fishin'
- Vince Gill - Threaten Me with Heaven
- Kenny Chesney feat. Grace Potter - You and Tequila

### Folk

#### Miglior album folk
- The Civil Wars - Barton Hollow
- Steve Earle - I'll Never Get Out of This World Alive
- Fleet Foxes - Helplessness Blues
- Eddie Vedder - Ukulele Songs
- Gillian Welch - The Harrow & The Harvest

### Produzione

#### Produttore dell'anno, non classico
- Paul Epworth
- Danger Mouse
- The Smeezingtons
- Ryan Tedder
- Butch Vig

#### Miglior composizione remixata, non classica
- "Cinema (Skrillex Remix)" - Skrillex
- "Collide (Afrojack Remix)" - Afrojack
- "Only Girl (In the World) (Rosabel Club Mix)" - Ralphi Rosario ed Abel Aguilera
- "Rope (Deadmau5 Mix)" - Deadmau5
- "End of Line (Photek Remix)" - Photek

### Videoclip/Film

#### Miglior videoclip
- Rolling in the Deep - Adele; Sam Brown (regista); Hannah Chandler (produttore)
- Yes I Know - Memory Tapes
- All Is Not Lost - OK Go
- Lotus Flower - Radiohead
- First of the Year (Equinox) - Skrillex
- Perform This Way - "Weird Al" Yankovic